# NGC 5735
NGC 5735 est une vaste galaxie spirale barrée située dans la constellation du Bouvier. Sa vitesse par rapport au fond diffus cosmologique est de 3 894 ± 12 km/s, ce qui correspond à une distance de Hubble de 57,4 ± 4,0 Mpc (∼187 millions d'al). NGC 5735 a été découverte par l'astronome germano-britannique William Herschel en 1784.
La classe de luminosité de NGC 5735 est II-III et elle présente une large raie HI.
À ce jour, trois mesures non basées sur le décalage vers le rouge (redshift) donnent une distance de 58,400 ± 1,300 Mpc (∼190 millions d'al), ce qui est à l'intérieur des valeurs de la distance de Hubble.

## Supernova
La supernova SN 2006qp a été découverte le 25 novembre 2006 dans NGC 5735 à Yamagata au Japon par l'astronome japonais Koichi Itagaki. Cette supernova était de type IIb.

## Groupe de NGC 5653
Selon A. M. Garcia, NGC 5735 fait partie du groupe de NGC 5653. Ce groupe de galaxies compte au moins 15 membres. Les autres galaxies du groupe sont NGC 5629, NGC 5635, NGC 5639, NGC 5641, NGC 5642, NGC 5653, NGC 5659, NGC 5657, NGC 5672, NGC 5703 (NGC 5709 dans l'article de Garcia), IC 4397, UGC 9253, UGC 9268 et UGC 9302.